# Andreas Schwarz (Politiker, 1965)

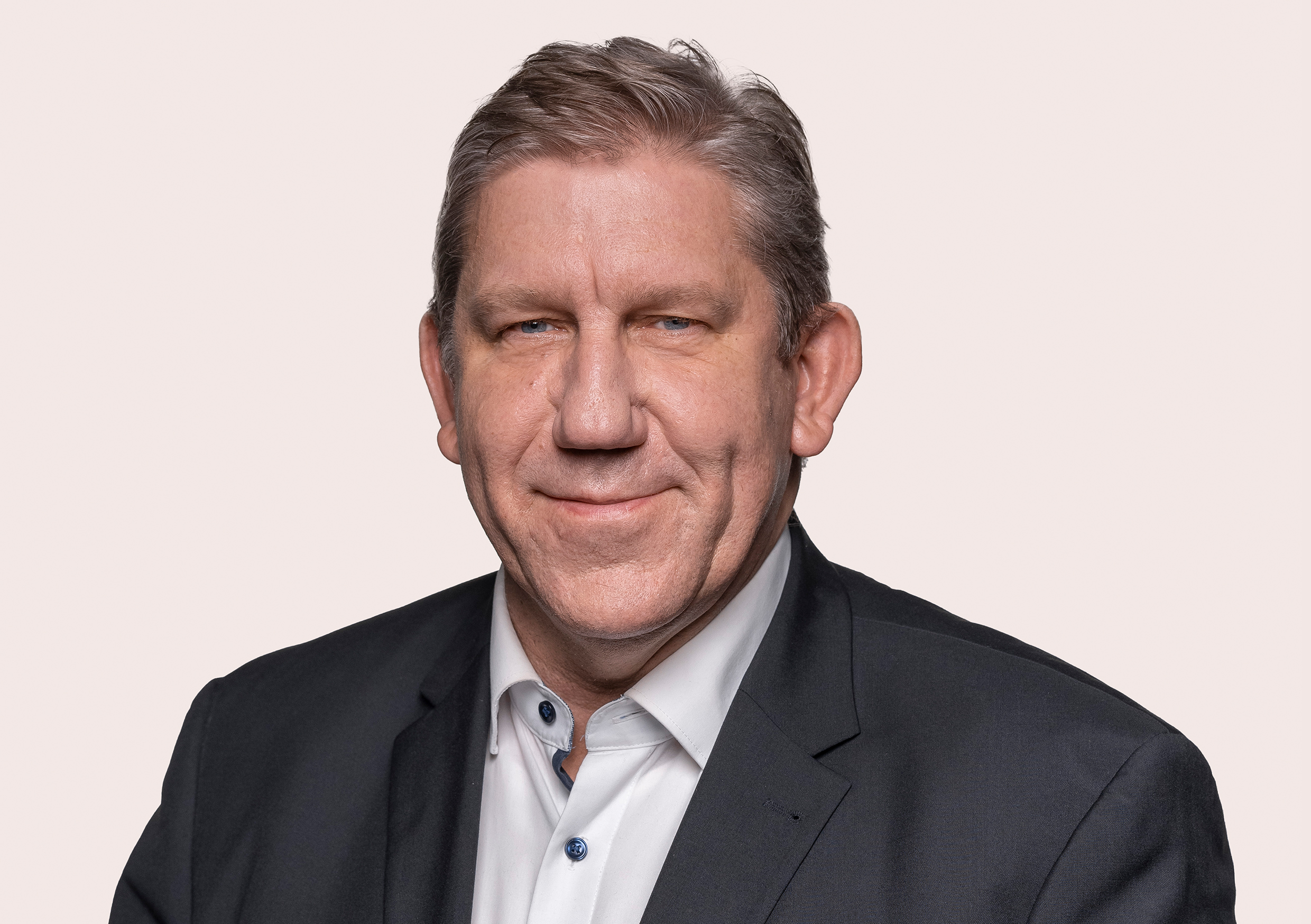
Andreas Schwarz (2021)

Andreas Schwarz (* 3. März 1965 in Berleburg) ist ein deutscher Politiker der SPD und seit 2013 Mitglied des Deutschen Bundestages.

## Leben
Schwarz wuchs in Strullendorf  bei Bamberg auf. Er besuchte die Realschule in Hirschaid und nach der Mittleren Reife die Fachoberschule in Bamberg. Er studierte ab 1985 Betriebswirtschaft an der Fachhochschule Nürnberg (Vorgängereinrichtung der Technischen Hochschule Nürnberg Georg Simon Ohm) mit dem Abschluss Diplom-Betriebswirt (FH) in den Schwerpunkten Steuerrecht und Außenhandel. 1992 gründete er in Strullendorf einen Versand für Holzspielwaren. Die Firma beschäftigte zuletzt vier Mitarbeiter und ging 2018 durch Zahlungsausfall eines Großkunden konkurs. Schwarz ist evangelisch-lutherisch, verheiratet und hat eine Tochter.

## Politische Karriere
Als 18-Jähriger trat Schwarz 1983 in die SPD ein.

### Gemeinderat und Bürgermeister
1990 zog Schwarz für die SPD in den Strullendorfer Gemeinderat ein, bei der Bürgermeisterwahl unterlag er dem Kandidaten der CSU. 1996 besiegte er in der Stichwahl den seit 1972 amtierenden Bürgermeister Bruno Weiß von der CSU mit 65,29 % der Stimmen, 2002 wurde er mit 69,97 % und 2008 mit 71,43 % wiedergewählt. 2002 wurde er in den Kreistag des Landkreises Bamberg gewählt, dort war er 2013 Vorsitzender der SPD-Fraktion. 2008, 2014 und 2020 wurde er jeweils wiedergewählt. Seit 2008 ist Schwarz Vorsitzender der SPD im Landkreis Bamberg, im Januar 2020 wurde er zusätzlich zum Vorsitzenden des SPD-Unterbezirks Bamberg-Forchheim gewählt.
Schwarz bewarb sich bei der Kommunalwahl im März 2020 um das Amt des Landrats für den Landkreis Bamberg. Zunächst hatte er sich in einem „innovativen Verfahren“ in einer öffentlichen Kandidatenkür gegen drei innerparteiliche Mitbewerber durchgesetzt, auf der Delegiertenkonferenz am 27. Mai 2019 erhielt er dann als einziger Kandidat 98,3 % der Stimmen, nachdem die Mitbewerber vereinbarungsgemäß ihre Kandidaturen zurückgezogen hatten. Bei der Wahl am 15. März 2020 erhielt er mit 22,90 % der Stimmen das zweitbeste Ergebnis der sechs Kandidaten, der amtierende Landrat Johann Kalb (CSU) erhielt 49,46 %. In der Stichwahl am 29. März, die wegen der COVID-19-Pandemie erstmals als reine Briefwahl durchgeführt wurde, erhielt Schwarz 41,37 %, Kalb konnte sein Mandat mit 58,63 % verteidigen.

### Deutscher Bundestag
2009 bewarb er sich erstmals für die SPD um das Bundestagsmandat im Wahlkreis Bamberg, unterlag aber Thomas Silberhorn von der CSU, wobei er mit 20,4 % der Erststimmen einen Achtungserfolg erzielte. Bei der Wahl 2013, 2017, 2021 und 2025 musste er sich mit 22,9 % (2013) bzw. 20,4 % (2017), 19,0 % (2021) und 14,6 % (2025) wiederum Silberhorn geschlagen geben, zog aber über die Landesliste der SPD in den Bundestag ein.
Er war im 17. Deutschen Bundestag Mitglied im Finanzausschuss und dort Berichterstatter seiner Fraktion für Umsatzsteuer, Steuerkriminalität, Ratingagenturen und Verbrauchssteuern. Im 19. Deutschen Bundestag war Schwarz ordentliches Mitglied im Haushaltsausschuss, im Rechnungsprüfungsausschuss, sowie im Bundesfinanzierungsgremium. Zudem gehörte er als stellvertretendes Mitglied dem Finanzausschuss und dem Verteidigungsausschuss an. Im 20. Deutschen Bundestag war Schwarz unter anderem Mitglied des Vertrauensgremiums zur Billigung der Haushaltspläne der Nachrichtendienste des Bundes. Im 21. Deutschen Bundestag ist Schwarz Mitglied im Ausschuss für Landwirtschaft, Ernährung und Heimat sowie stellvertretend im Haushaltsausschuss.
Am 26. Juni 2025 wählte ihn das Plenum des Bundestages in das Vertrauensgremium zur Genehmigung der geheimen Wirtschaftspläne der Nachrichtendienste des Bundes.

### Politische Schwerpunkte
Als langjähriger Bürgermeister benannte Schwarz insbesondere die kommunalen Finanzen als seinen Schwerpunkt. Ein anderer großer Schwerpunkt ist die Steuer- und Abgabenpolitik, hierbei setzt er sich gegen Steuervermeidung und -hinterziehung ein. Er war als Obmann im Cum-Ex Ausschuss vertreten. Außerdem möchte Schwarz Gering- und Mittelverdiener deutlich entlasten.
Während der Coronakrise setzte er sich für die Rettung von Brauereigaststätten ein. Außerdem machte er sich während der Coronakrise für Innenstädte stark und forderte von Bundeskanzlerin Angela Merkel mehr Einsatz dafür, die Steuerflucht von Onlinehändlern wie Amazon zu beenden.
Seit dem Russischen Überfall auf die Ukraine 2022 setzt sich Schwarz für die Beschaffung eines Raketenabwehr-Systems für Deutschland ein. Anfang August 2023 forderte er die Lieferung von deutschen Taurus-Marschflugkörpern an die Ukraine.

## Mitgliedschaften
Andreas Schwarz ist Mitglied im Sozialverband VdK Deutschland, bei ver.di, der Arbeiterwohlfahrt, Wasserwacht, der Freiwilligen Feuerwehr Strullendorf und in diversen Sportvereinen.

## Kritik
Anfang Dezember 2022 geriet Andreas Schwarz in die Kritik, als er den Waffenhersteller Lockheed Martin in das nicht-öffentliche Restaurant des Bundestages „schleuste“, indem er dort eine Veranstaltung für sich anmeldete, welche jedoch von Lockheed Martin durchgeführt und zur Lobbyarbeit genutzt wurde. Eigentlich werden Veranstaltungen von externen Unternehmen grundsätzlich im Restaurant nicht genehmigt. Dieser Vorfall zog eine Prüfung des Verfahrens nach sich. Schwarz verteidigte sich, er sei kein Waffen-Lobbyist. Die Beschaffung der F-35-Flugzeuge erfolge im Zuge eines Foreign Military Sales und sei im Prinzip beschlossene Sache, eine Beeinflussung der Bundestagsabgeordneten durch Lockheed Martin also gar nicht mehr notwendig. Bei der Veranstaltung sei es in erster Linie darum gegangen, deutsche Firmen an dem Rüstungsgeschäft zu beteiligen. Im Fränkischen Tag wird Schwarz wie folgt zitiert: „Es geht mir nicht um Lockheed Martin, sondern um unser Land, unsere Sicherheit und unsere Arbeitsplätze. Dafür bin ich gerne Lobbyist!“

## Sonstiges
Schwarz stimmte 2014 gegen die Diätenerhöhung. Seine „Mehreinnahmen“ spendete er seitdem an verschiedene soziale und ökologische Projekte in seinem Wahlkreis.